# Port d'une arme cachée aux États-Unis
Le port d'une arme cachée, en anglais : concealed carry, est, aux États-Unis, la faculté reconnue légalement à un citoyen de se munir d'une arme et de la porter sur soi ou à proximité de soi de manière discrète. Les armes autorisées dépendent de la législation de chaque État : certains restreignent cette faculté au simple pistolet, tandis que d'autres autorisent le port de plusieurs armes, armes à feu ou armes blanches.

## Description
Aucun État dont la procédure d'attribution du permis de port d'arme se fonde sur le simple respect d'une procédure d'enregistrement n'a procédé à une refonte effective de sa législation. En 2012, 49 États disposent d'une loi permettant le port d'une arme cachée (même si, dans les faits, cette réglementation consiste plutôt à l'empêcher) et 44 disposent également d'une loi couvrant le port d'arme en public (open-carry). L'État de l'Illinois et le district de Columbia n'ont pas de loi particulière à ce sujet;  l'Illinois restreint cette possibilité aux zones rurales, sous réserve de restrictions locales. Le district de Columbia avait mis en place une prohibition complète de la possession d'armes dès 1976, mais celle-ci a finalement été invalidée par la Cour suprême le 26 juin 2008.
Par l'arrêt New York State Rifle & Pistol Association, Inc. v. Bruen (en), la Cour Suprême des États-Unis décide en 2022 que le port d'une arme cachée est un droit protégé par le Deuxième amendement de la Constitution des États-Unis.

## Carte

Carte des comtés des États-Unis autorisant ou non le port d'une arme cachée :
Pas de permis spécifique à obtenir
Permis accordé automatiquement sur respect de certains critères